# Hängebrücke von Deir ez-Zor
Die Hängebrücke von Deir ez-Zor (arabisch جسر دير الزور المعلق, DMG Ǧisr Dair az-Zawr al-muʿallaq) war eine Fußgängerbrücke über den Euphrat in Deir ez-Zor in Syrien.
Sie wurde allgemein als Hängebrücke bezeichnet, war genau genommen aber eine Schrägseilbrücke nach dem System von Albert Gisclard, das nach dessen Tod von Gaston Leinekugel Le Cocq weiterentwickelt wurde. Bezeichnend sind die von den Pylonen schräg bis in die andere Hälfte des Brückendecks gespannten Seile, die sich knapp über dem Brückendeck überschneiden und dort den für das System charakteristischen Knoten bilden. Sie dürfte nach der Pont de Lézardrieux die letzte Brücke dieser Gattung gewesen sein.
Die insgesamt 460 m lange Brücke hatte vier Pylone, von denen zwei am Ufer und zwei auf kleinen Flussinseln stehen. Sie bildeten drei gleich lange Brückenfelder mit Spannweiten von je 112 m. Die äußeren Spitzen der Pylone waren durch waagerechte Ausgleichsseile (câble d’équilibre) miteinander verbunden, um den Einfluss sich über die Brücke bewegender Lasten zu kompensieren.
Die Brücke wurde 1927 in der Zeit des französischen Mandats über Syrien von dem Bauunternehmen Fougerolle gebaut und war damals im Ort die einzige Brücke über den Euphrat. Nach dem Bau einer modernen Straßenbrücke 600 m flussabwärts wurde sie nur noch als Fußgängerbrücke benutzt.
Die Brücke wurde im syrischen Bürgerkrieg während der Deir-ez-Zor-Offensive Anfang Mai 2013 zerstört.

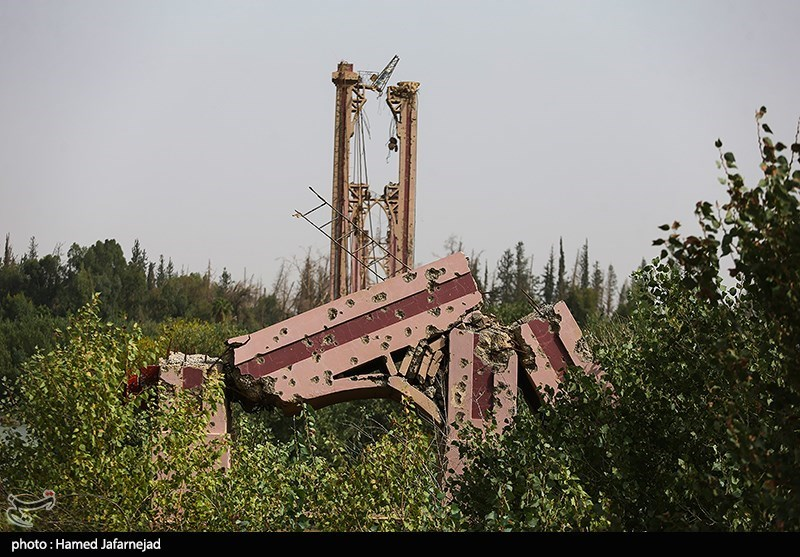
Die zerstörte Brücke